# Kevin Nichols
Kevin Nichols, född den 4 juli 1955 i Grafton, New South Wales, är en australisk tävlingscyklist som tog OS-guld i lagförföljelsen vid olympiska sommarspelen 1984 i Los Angeles.